# Raposka, Veszprém
Raposka  este un sat în districtul Tapolca, județul Veszprém, Ungaria, având o populație de 244 de locuitori (2011). 

## Demografie
Componența etnică a satului Raposka
     Maghiari (100%)
Componența confesională a satului Raposka
     Romano-catolici (60,25%)
     Fără religie (4,92%)
     Reformați (2,46%)
     Atei (2,46%)
     Luterani (1,64%)
     Necunoscută (28,28%)
Conform recensământului din 2011, satul Raposka avea 244 de locuitori. Din punct de vedere etnic, majoritatea locuitorilor (100,0%) erau maghiari.  Din punct de vedere confesional, majoritatea locuitorilor (60,25%) erau romano-catolici, existând și minorități de persoane fără religie (4,92%), atei (2,46%), reformați (2,46%) și luterani (1,64%). Pentru 28,28% din locuitori nu este cunoscută apartenența confesională.